# Callistephus chinensis
Callistephus chinensis é a única espécie do género botânico Callistephus, pertencente à família Asteraceae.